# Каменьчиці (Свентокшиське воєводство)
Каменьчиці (пол. Kamieńczyce) — село в Польщі, у гміні Казімежа-Велька Казімерського повіту Свентокшиського воєводства.
Населення — 259 осіб (2011).
У 1975-1998 роках село належало до Келецького воєводства.

## Демографія
Демографічна структура на день 31 березня 2011 року:
|          | Загалом | Допрацездатний вік | Працездатний вік | Постпрацездатний вік |
| -------- | ------- | ------------------ | ---------------- | -------------------- |
| Чоловіки | 133     | 22                 | 90               | 21                   |
| Жінки    | 126     | 19                 | 72               | 35                   |
| Разом    | 259     | 41                 | 162              | 56                   |